# April Kepner
April Kepner – fikcyjna bohaterka serialu Chirurdzy, stacji ABC, odgrywana przez Sarah Drew, a stworzona przez Shondę Rhimes.

## Opis postaci
Dr Kepner zostaje rezydentką szpitala Seattle Grace Hospital, po fuzji z Mercy West i dołącza do obsady serialu w szóstym sezonie. Urodziła się ona 23 kwietnia i dorastała w Columbus, w Ohio. Jej matka, Karen, jest nauczycielką, a ojciec, Joe, jest plantatorem kukurydzy. April ma trzy siostry: Libby, Camie i Alice.
Wkrótce po przyjęciu do SGH popełnia ona błąd, który prowadzi do śmierci pacjentki, za co zostaje zwolniona przez szefa – Richarda Webbera. Jednak kiedy następuje zmiana na stanowisku szefa – nowym zostaje Derek Shepherd, to Kepner zostaje ponownie przyjęta do pracy. Zostaje ona asystentką szefa, ponieważ boi się operować. Z czasem odzyskuje jednak pewność siebie. Wychodzi również na jaw, że April podoba się Derek. W finale szóstego sezonu, zauważa ona ciało swojej zastrzelonej przyjaciółki – Reed Adamson. Później, kiedy sama staje oko w oko z Garym Clarkiem, opowiada mu swoje życie (jest to technika, której nauczyła się oglądając show Oprah Winfrey). Podczas gdy Cristina Yang i Jackson Avery operują Shepherda, April siedzi z Meredith Grey w pomieszczeniu przed salą operacyjną. Kiedy Owen Hunt zostaje postrzelony obie udzielają mu pomocy.
W siódmym sezonie April i Jackson przeprowadzają się do Meredith, gdzie mieszkają też Alex i Lexie. Zaprzyjaźnia się ona nawet z Meredith, której wcześniej nie lubiła. Okazuje się, że jest dziewicą, gdyż chce aby jej pierwszy raz był wyjątkowy. W czasie szkolenia przeciwurazowego z Huntem, w zasadzie jako jedyna rezydentka zalicza je bezbłędnie, czym Owen jest wyraźnie zaskoczony. Jest najlepszą przyjaciółką Avery’ego i kiedy zostaje brzydko potraktowana przez Kareva, Jackson staje w jej obronie. Wkrótce potem zaczyna się nią interesować Robert Stark – nowy specjalista chirurgii dziecięcej, a April umawia się z nim na randkę. Jednak potem odwołuje ją i przychodzi zdesperowana do domu. Wkrótce potem, gdy zostają przywiezione dzieci z Afryki, April troskliwie się nimi zajmuje co imponuje Starkowi. Skutkuje to tym, że specjalista poleca Huntowi kandydaturę Kepner, na stanowisko szefa rezydentów. W finale siódmego sezonu, zostaje, przez Hunta, mianowana nowym szefem rezydentów.
W ósmym sezonie rezydenci przygotowują się do egzaminów. W noc przed testem, April, w napływie euforii po bójce w barze, przeżywa swój pierwszy raz z Jacksonem Averym. Następnego dnia jest roztrzęsiona – uważa, że zdradziła Jezusa – i nie radzi sobie podczas rozmowy. Okazuje się, że nie zdała egzaminu. Wkrótce potem szef Hunt, informuje ją, że nie ma środków, by ją dalej zatrudniać.
W dziewiątym sezonie Owen Hunt przyjeżdża do niej na farmę i przywraca ją do pracy. Kepner wraca i przez pewien czas nadal utrzymuje intymne relacje z Jacksonem. Ponieważ April ma obawy, że jest w ciąży jej chłopak proponuje jej wyjście za mąż. Gdy okazuje się, że April nie jest w ciąży, odmawia Avery’emu. Po tym jak oboje decydują się iść na ślub Bailey oddzielnie i biorą za partnerów stażystów, Jackson wchodzi w związek ze stażystką Stephanie. Niedługo potem April zaczyna umawiać się z ratownikiem medycznym – Matthew, który na koniec dziewiątego sezonu oświadcza się jej.
W dziesiątym sezonie, podczas gdy April i Matthew stoją na ślubnym kobiercu, Jackson wyznaje dziewczynie swoje uczucia. Wkrótce potem oboje uciekają, zaręczają się podczas postoju na autostradzie, a następnie biorą w tajemnicy ślub. W jedenastym sezonie okazuje się, że April jest w ciąży. Niestety dziecko jej i Jacksona jest poważnie chore. Podczas badania usg okazuje się, że cierpi na wrodzoną łamliwość kości i może nie przeżyć porodu. April wraz z mężem podejmują najtrudniejszą decyzję w życiu i decyduje się na wcześniejsze rozwiązanie ciąży. Ich synek Samuel Norbert Avery umiera kilka godzin po porodzie.
W sezonie jedenastym, April nie może sobie poradzić ze stratą synka i wyjeżdża razem z Owenem Huntem na misję jako chirurg wojenny. Na wojnie, operując w ekstremalnych warunkach, czuje się potrzebna i kilkukrotnie przedłuża swój pobyt na wojnie. Po powrocie do Seattle mówi Jacksonowi, że chce tam wrócić - Wtedy Jackson oświadcza, że jeśli znów wyjedzie na misję, to będzie koniec ich małżeństwa. Mimo tego April wyjeżdża.
W sezonie 12. April usiłuje pracować nad ich związkiem, jednak Jackson jest nieugięty - chce rozwodu. W końcu Kepner podpisuje papiery i dowiaduje się, że jest w ciąży. Mówi o tym Arizonie; boi się zrobić badania prenatalne i powiedzieć o dziecku Jacksonowi. Kiedy w końcu decyduje się to zrobić, okazuje się, że Avery wie już od Robbins. Dziewczyna podsłuchuje rozmowę matki Avery’ego z Richardem, z której wynika, że kobieta uważa, że Jackson powinien wystąpić na drogę prawną by uzyskać prawa do dziecka. Idzie do prawnika i dostarcza Avery’emu zakaz zbliżania się. Początkowo byli małżonkowie nie mogą się dogadać, jednak w końcu znajdują wspólny język w sprawie wychowania dziecka. W ostatnim odcinku sezonu April jest drużbą Owena Hunta. Zapomina obrączek i wraca po nie z Benem do domu Meredith. Tam dostaje skurczy – z powodu burzy kobieta nie chce ryzykować podróży do szpitala. Ben musi odebrać poród w domu, przeprowadza cesarskie cięcie, bez znieczulenia, używając noża kuchennego. April i jej zdrowa córeczka trafiają do szpitala, gdzie Kepner przechodzi operację.